# Křížová cesta (Brušperk)
Křížová cesta v Brušperku na Frýdecko-Místecku se nachází v centru obce u kostela svatého Jiří.

## Historie

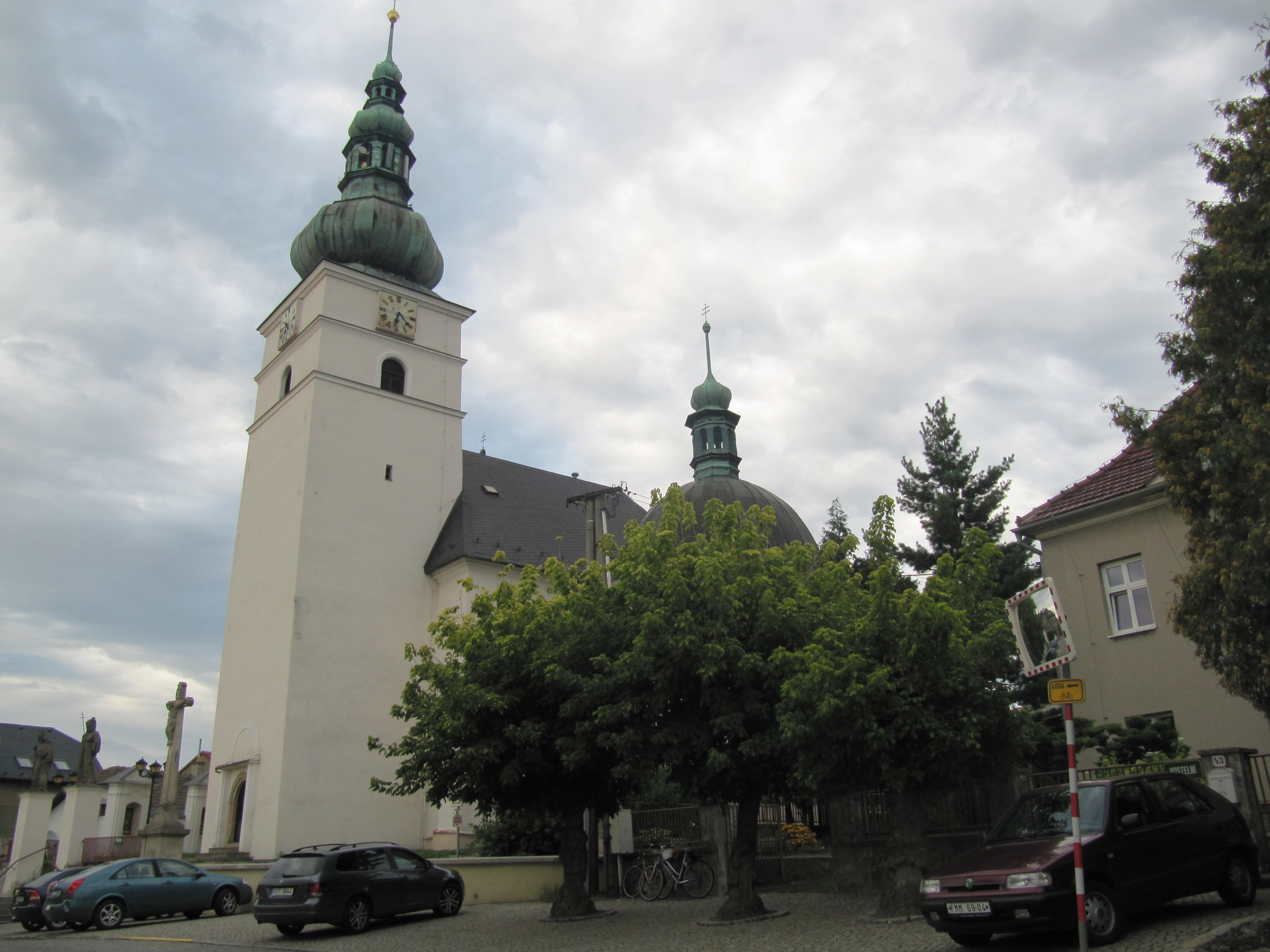
Kostel svatého Jiří, Brušperk

Křížová cesta byla postavena kolem kostela svatého Jiří v ohradní zdi bývalého hřbitova. Zděné výklenkové kapličky pocházejí z roku 1781. Za P. K. Goldmanna je opravil p. Alois Ranocha a p. Rudolf Krompolc, obrazy p. Jan Bitner ze Staříče.
Roku 2000 byla zahájena jejich generální oprava, která sjednotila fasádu a krytinu kapliček s kostelem. Restaurován byl také cyklus obrazů malovaných na zinkový plech, které pocházejí z roku 1881 - 1883 a jsou od malíře Antonína Svobody z Příbora.
Křížová cesta s kostelem je chráněna jako nemovitá Kulturní památka České republiky.

## Galerie

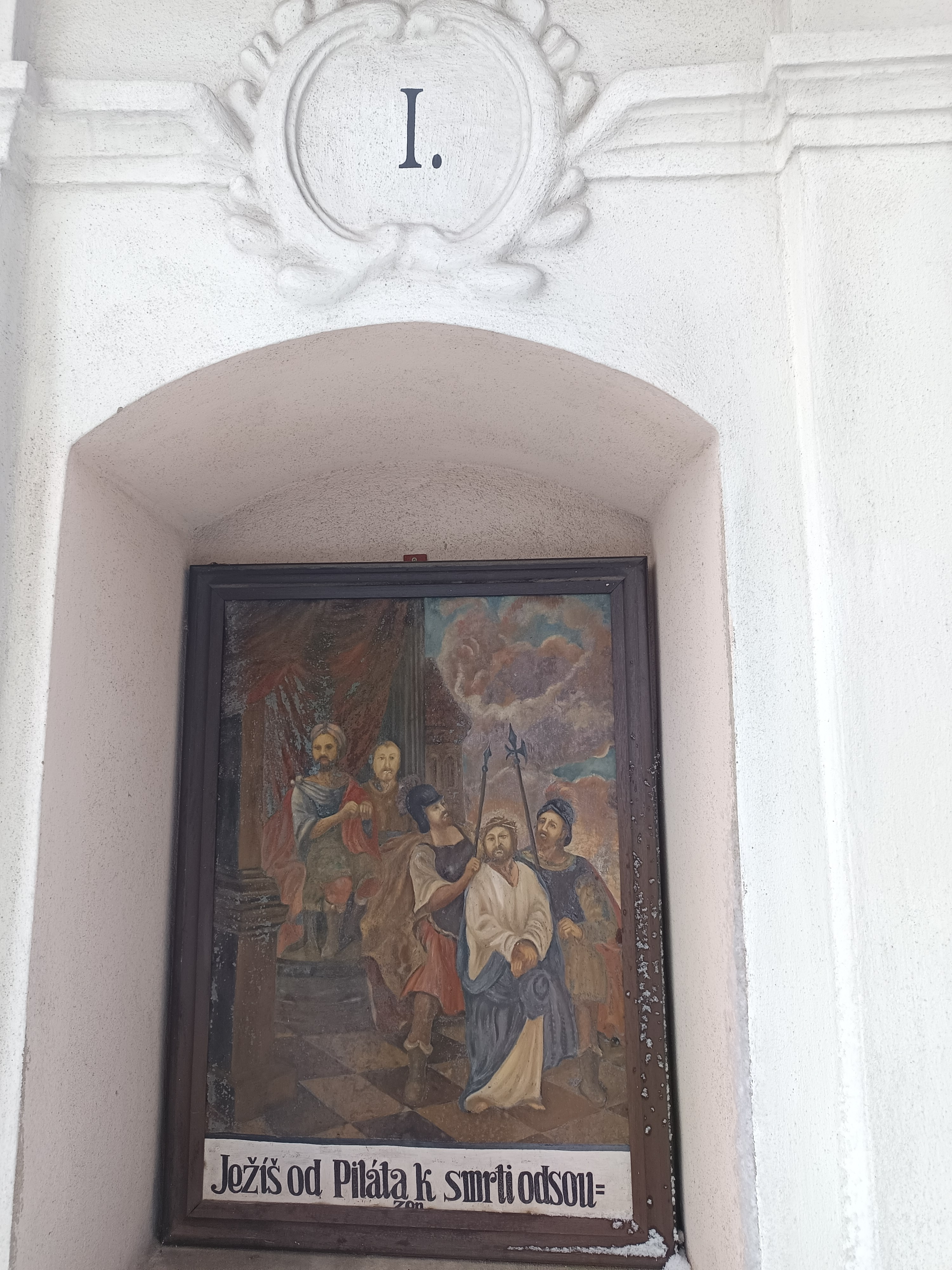
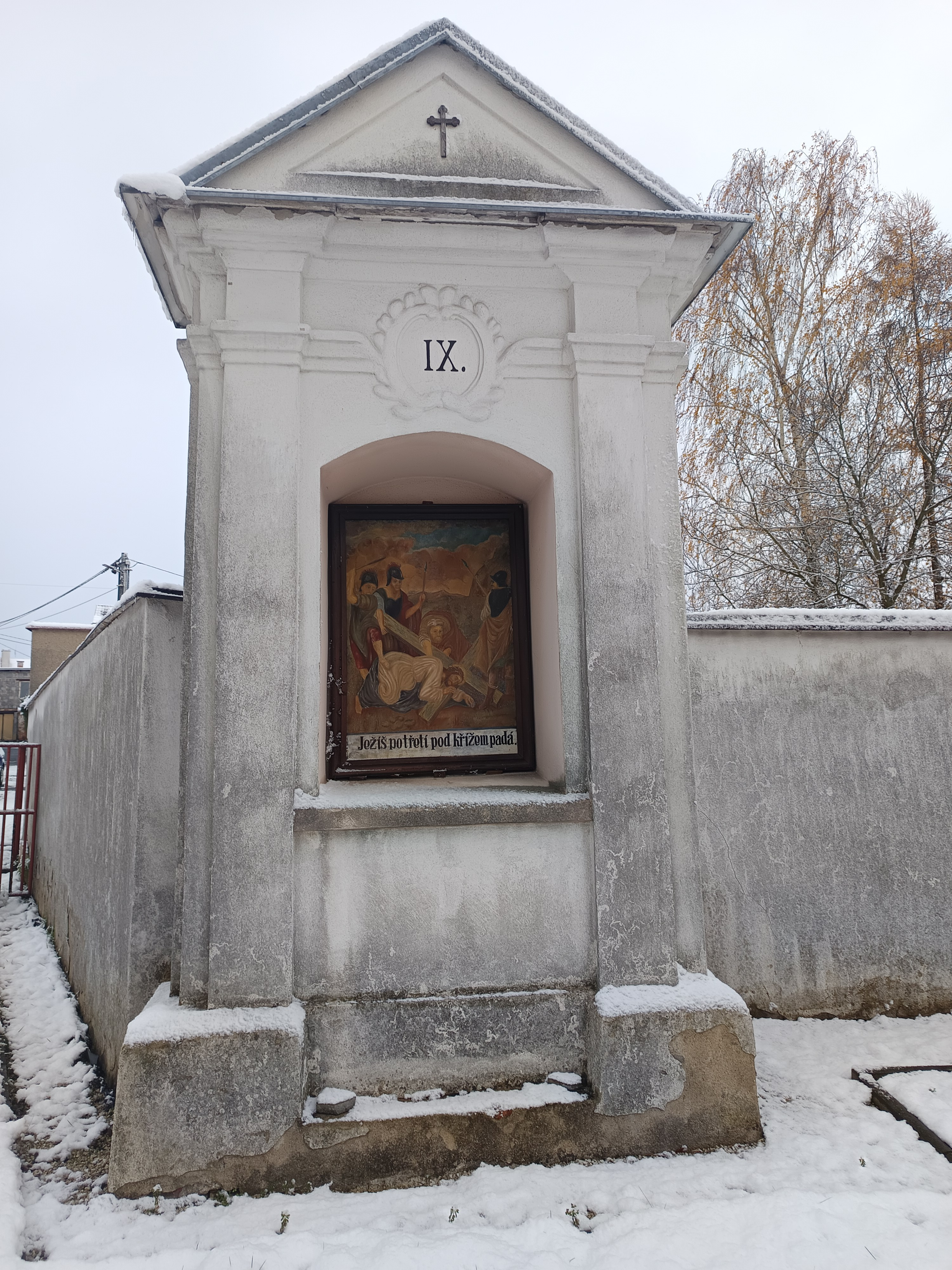
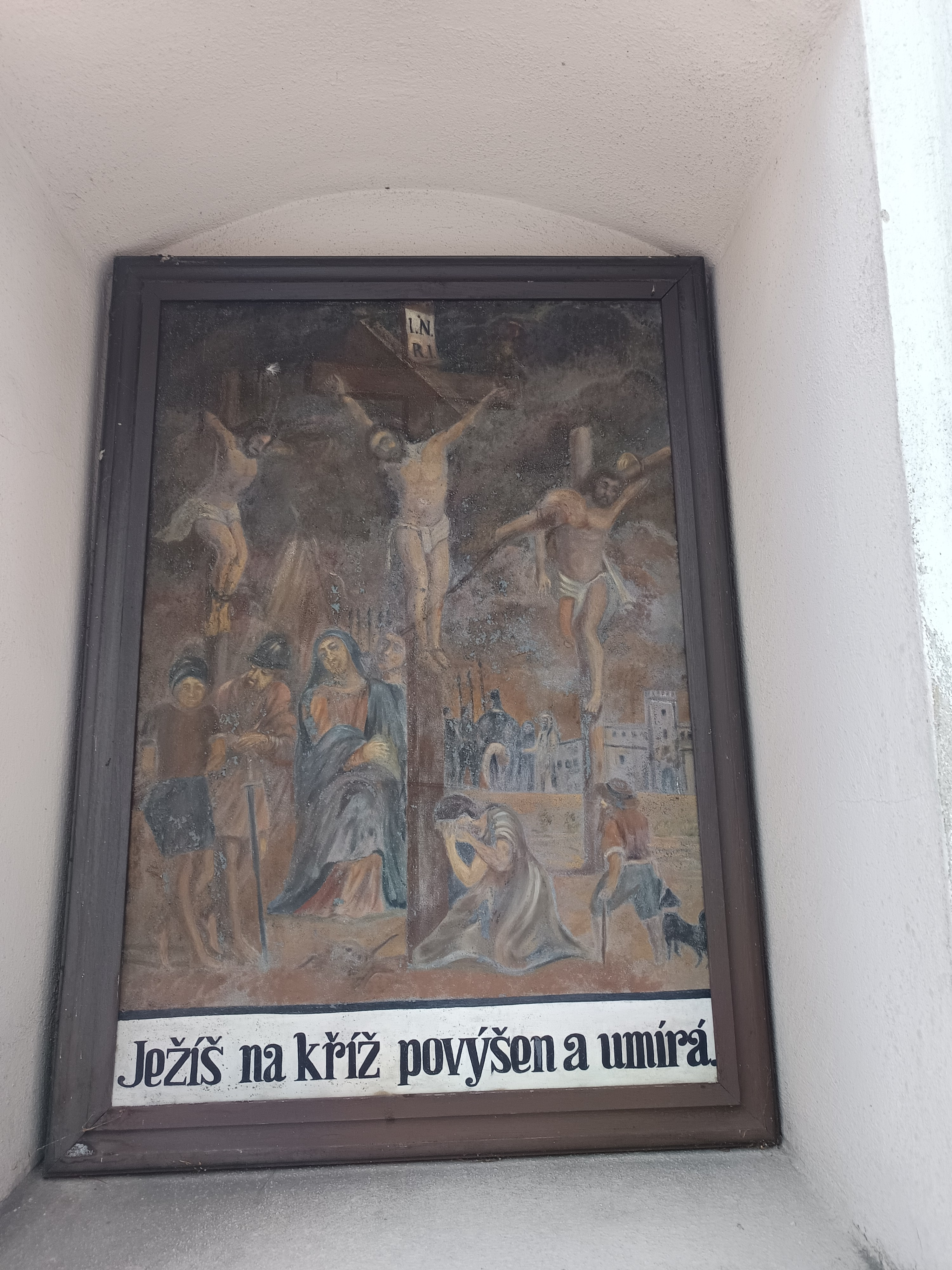